# Martes americana abieticola
Martes americana abieticola es una subespecie de  mamíferos carnívoros  de la familia Mustelidae,  subfamilia Mustelinae.

## Distribución geográfica
Se encuentran en Norteamérica: Manitoba y Saskatchewan.